# Eru Ilúvatar
Eru Ilúvatar je Bog u izmišljenom svijetu J.R.R. Tolkiena. Pojavljuje se u Silmarillionu kao tvorac čitavog izmišljenog svemira, svih sila i svih bića u njemu čiju sudbinu jedino on poznaje u potpunosti. Na Tolkienovu izmišljenom quenijskom jeziku, Eru znači "Jedini", ili "Onaj koji Jest sam", a Ilúvatar znači "Otac svih". Oba imena se u Tolkienovim djelima upotrebljavaju samostalno ili ujedinjena kao Eru Ilúvatar.

## Eru Stvoritelj
Eru je transcedentno vrhovno biće koje nadilazi Svijet. Stvaranje započinju izdanci njegove misli Ainuri, koji s njim sudjeluju u stvaranju Glazbe Ainura, vilenjački Ainulindalë, iz koje se razvija čitav svemir.
Isključivo Eru može darovati život bilo kojem biću udahnjujući mu Oganj neugasivi. Eru nije izravno stvorio sva bića, primjerice patuljke, ente, orlove, ali bez Eruova prihvaćanja ne mogu biti samostalna bića jer nemaju vlastite volje, tj. slobode djelovanja. Melkor želi Oganj neugasivi i neprestano traga za njim, međutim, sposoban je samo izopačiti već živa stvorenja.
Eru je samostalno stvorio vilenjake i ljude. Zbog toga se u Tolkienovim djelima obje rase nazivaju zajedničkim imenom Ilúvatarova djeca. Patuljke je stvorio Aulë, a život im je udahnuo Eru. Po Eruovu napjevu životinje i biljke osmislila je Yavanna tijekom Ainulindalë. Manwëove orlove stvorile su Manwëova i Yavannina misao. Yavanna je u pjesmi stvaranja zapazila i ente, čuvare šuma koje je Eru stvorio za zaštitu stabala od svih rasa koje se mogu kretati. Melkor je izopačio neka Eruova stvorenja nametnuvši im svoju volju te su tako nastale izopačene rase orka i trolova.

## Eruova izravna djelovanja
U Prvom dobu Eru je probudio vilenjake pa zatim ljude. U 3319. godini Drugog doba pokopao je Kralja Númenora Ar-Pharazôna zajedno s njegovom vojskom. Tom prilikom premjestio je Valinor i Eressëu u carstvo nevidljivih, smanjio svijet i učinio ga okruglim. Kad je Gandalf poginuo u borbi s Balrogom, Ilúvatar ga je poslao natrag u Međuzemlje.
Raspravljajući o Frodovoj nemogućnosti da uništi Prsten, Tolkien u Pismu 192 kaže da "Jedini" izravno djeluje u svijetu, ukazujući na činjenicu da je Gandalf napomenuo Frodu da je "Bilbo trebao pronaći Prsten, iako to nije zamislio njegov tvorac", te na uništenje Prstena, iako Frodo sam nije ispunio zadaću.